# Jackson (Mississippi)
Jackson je hlavní a zároveň nejlidnatější město amerického státu Mississippi. Je pojmenováno po prezidentovi Andrewu Jacksonovi.
Město je situované na řece Pearl. Má rozlohu 276,7 km², z toho 271,7 km² tvoří pevnina a 5 km² (1,8 %) voda. Počasí je tam v létě velmi teplé a vlhké a zimy jsou mírné.

## Historie
Město bylo založeno francouzsko-kanadským traperem jménem Louis LeFleur a původně se jmenovalo LeFleur's Bluff. Vesnice byla vybrána jako hlavní město státu Mississippi v roce 1821 a pojmenována Jackson na počest vítězství Andrewa Jacksona v bitvě o New Orleans (1815) během britsko-americké války. Železnice byla do města zavedena v roce 1840. V roce 1863 se během americké občanské války odehrála bitva u Jacksonu, téhož roku bylo město vypáleno jednotkami Unie. 

## Demografie
V 19. století byl Jackson malé město. Populace před americkou občanskou válkou zůstávala malá. Navzdory statusu hlavního města sídlilo v Jacksonu v roce 1850 podle sčítání lidu pouze 1 881 obyvatel a do roku 1900 se počet vyšplhal pouze na téměř 8 000. Do roku 1944 stoupla populace na 70 000 a od té doby je Jackson nejlidnatější město ve státě. V roce 1980 tam sídlilo 200 000 obyvatel a od té doby jeho počty klesají, především kvůli bílému útěku a suburbanizaci.
Podle sčítání lidu v Jacksonu v roce 2000 sídlilo 184 256 obyvatel, 67 841 domácností a 44 488 rodin. Hustota zalidnění byla 678,2 obyvatel/km². V roce 2010 počet obyvatel poklesl na 173 514.

### Složení obyvatel

#### Rasové složení
- 18,4% Bílí Američané
- 79,4% Afroameričané
- 0,1% Američtí indiáni
- 0,4% Asijští Američané
- 0,0% Pacifičtí ostrované
- 0,8% Jiná rasa
- 0,9% Dvě nebo více ras

Obyvatelé hispánského nebo latinskoamerického původu, bez ohledu na rasu, tvořili 1,6% populace.

#### Věk
- <18 let – 28,5 %
- 18–24 let – 12,4 %
- 25–44 let – 29,1 %
- 45–64 let – 19,1 %
- >64 let – 10,9 %
- průměrný věk – 31 let

## Osobnosti města
- Cassandra Wilsonová (* 1955), jazzová zpěvačka
- Faith Hill (* 1967), country zpěvačka
- Brian Marshall (* 1973), baskytarista, spoluzakladatel kapel Creed a Alter Bridge